# Ligne C du métro de Toulouse
Cet article concerne la troisième ligne du métro de Toulouse. Pour le train urbain de la banlieue toulousaine anciennement appelé « ligne C », voir Ligne Arènes - Colomiers.
La ligne C du métro de Toulouse (aussi connue sous son nom de projet Toulouse Aerospace Express ou TAE) sera la troisième ligne automatique du métro de Toulouse, actuellement en construction, qui desservira l'agglomération toulousaine à l'horizon 2028.
Menée par Tisséo, elle s'accompagne également du prolongement de la ligne B du métro et de la transformation de la ligne T2 du tramway en navette aéroportuaire, permettant ainsi une desserte indirecte de l'aéroport de Toulouse-Blagnac.
Cette nouvelle ligne reliera Colomiers à Labège en suivant un itinéraire de 27 km qui desservira le site industriel d’Airbus, la gare Matabiau et les zones d'activités du sud-est de Toulouse. La couleur d'identification de cette troisième ligne sera le vert.

Plan de la ligne

## Historique

### Prémices
Le schéma directeur de l'agglomération toulousaine de 1998 envisageait à très long terme la réalisation d'une nouvelle ligne de TCSP transversale sur un axe nord-ouest - sud-est, entre le secteur aéroportuaire et les quartiers est de Toulouse. La ligne est inscrite comme un axe de desserte à très long terme du réseau métro.
De 2008 à 2014, Pierre Cohen, maire socialiste de la ville, avait choisi de se concentrer sur les projets de tramway et de bus à haut niveau de service (BHNS), avec un calendrier établi jusqu'en 2018 au moment de son élection : en particulier, le prolongement « Garonne » de la ligne de tramway T1 (inauguré en 2013), et la réalisation d’une ligne de tramway Canal, abandonné avec le projet mobilités 2020-2025-2030.
Cependant, des voix s'élevèrent et s'interrogèrent sur l'opportunité de construire une troisième ligne de métro automatique entre l'ouest et l'est toulousain, desservant Montaudran, les quartiers résidentiels de la Côte Pavée, la gare Matabiau et son futur quartier Euro Sud-Ouest, les Amidonniers, Purpan, Airbus, voire la commune de Colomiers. Des études sur l'opportunité et la faisabilité d'une troisième ligne de métro ont ainsi été proposées par des habitants de Toulouse en 2011 et 2012, et ce à l'occasion de l'enquête publique sur la révision du Plan de déplacements urbains de l'agglomération. Ce dernier ne prévoit en effet aucun projet de ce type. Il se limite à une extension du réseau de tramway et BHNS hors du prolongement de la ligne B à Labège réalisé en mode métro sur demande et sur financement spécifiques du Sicoval,.
La commission d'enquête, en octobre 2012, critique le plan de déplacements urbains de Toulouse déclarant qu'il serait nécessaire de créer une troisième ligne de métro. Elle indique que le projet d'une troisième ligne de métro, qui est proposé initialement dès 2011 dans une étude exploratoire réalisée par un étudiant de l'Institut d'études politiques de Toulouse, Maxime Lafage,, serait « techniquement intéressant ». À la suite de cet avis, les associations eurent la possibilité de mener l'affaire en justice, donnant une chance à ce projet de voir le jour.
À partir de fin 2013 la question de la troisième ligne de métro devint un des thèmes de campagne majeurs du nouveau maire de Toulouse, Jean-Luc Moudenc, lors des élections municipales de 2014,. La proposition du maire de Toulouse est de créer une ligne « Aérospace » de 20 à 25 km reliant les sites d'Airbus de la zone aéroportuaire —  Colomiers, Blagnac, Toulouse — situés dans le nord-ouest de l'agglomération en passant par la gare Matabiau située au centre-ville et en allant jusqu'au sud-est de l'agglomération, où se trouve le futur campus de Montaudran Aerospace, le site Airbus Defence and Space du Palays, et, peut-être, Labège-Innopole. Le coût de cette ligne est alors annoncé à environ 1,7 milliard d'euros.

### Études
Une fois élu, Jean-Luc Moudenc annonce que les études de la troisième ligne de métro démarreront en septembre 2014 au plus tard. Une révision du PDU est lancée en février 2015 afin de prendre en compte ce projet, baptisé Toulouse Aerospace Express (TAE).
À la suite des études menées à l’automne 2015, le tracé de la ligne projetée est présenté lors du comité extraordinaire de Tisséo du 18 décembre 2015. Le tracé de référence de la ligne comporte dix-sept stations, et mesure 21 kilomètres de long, dont la moitié réalisés en aérien. Le 30 mars 2016, deux extensions du périmètre d'étude sont annoncées: une extension ouest avec une station (Gare de Colomiers), et une extension au sud-est avec trois stations (Labège Madron, Diagora, Labège Gare) reprenant une partie du tracé du projet de prolongement de la ligne B.

### Débats et premiers travaux
En mai 2016, la Commission nationale du débat public décide d'organiser un débat public sur le projet, qui se déroule du 12 septembre au 17 décembre 2016,. À cette occasion, l’association « collectif contre les nuisances aériennes de l'agglomération toulousaine » s’oppose au projet. Il lance aussi de nombreuses propositions alternatives à cette ligne de la part d'associations, qui proposent notamment l'amélioration du réseau routier du périphérique au lieu de cette nouvelle ligne de métro, ou un tracé alternatif, évitant notamment les liaisons avec des stations de métro existantes.
En mars 2017, à la suite du débat public, Tisséo décide de poursuivre le projet.
Le tracé définitif avec l'emplacement des stations est annoncé le 5 juillet 2017. Une option, la desserte de l'aéroport de Toulouse-Blagnac en métro, est abandonnée au profit d'une ligne de tramway express. Le nouveau tracé entraîne aussi l'abandon de la station Fondeyre, un temps évoqué, à cause de l'usine classée Seveso située à côté.
Le 16 décembre 2017, la commission d'enquête sur le projet mobilités de Tisséo, qui inclut la troisième ligne de métro, propose de construire la ligne en deux temps : la première partie à l'horizon 2025 pour la construction de la portion Colomiers-Matabiau et le prolongement de la ligne B, et la seconde partie à l'horizon 2030, pour la portion Matabiau-Labège. Ce phasage permettrait de construire la ceinture sud (Colomiers-Portet) plus rapidement, qui est plus urgente aux yeux de la commission. Mais le 30 janvier 2018, Jean-Michel Lattes, président de Tisséo-Collectivités, décide de ne pas suivre l'avis de la commission.
Le 11 juillet 2018, le tracé définitif est adopté à l'unanimité par le conseil syndical de Tisséo et reprend pratiquement le même trajet que celui présenté au printemps 2016,. Ce tracé réintroduit la station Fondeyre.
L’enquête publique se déroule du 6 juin au 18 juillet 2019. Le 11 octobre, la commission d'enquête publique émet un avis favorable au projet, avec des réserves portant sur des détails d'aménagement des stations Sept-Deniers et François Verdier.
Ces réserves et recommandations ont été prises en compte par la maîtrise d'œuvre qui a décidé le 27 novembre 2019 des définitifs de la ligne. La section en viaduc dans le secteur Airbus est supprimée au profit d'un prolongement du tunnel jusqu'à Colommiers, tandis que la station François Verdier est déplacée directement en dessous de la station de la ligne B pour préserver l'alignement d'arbres en surface[citation nécessaire]. Quelques modifications de tracé en viaduc entre Montaudran et Labège et le raccourcissement de l'arrière-gare de Labège sont par ailleurs actés[citation nécessaire]. Les études étant terminées, il est prévu que les premiers creusements pourraient débuter d'ici fin 2020.
La ligne est déclarée d'utilité publique le 7 février 2020,.

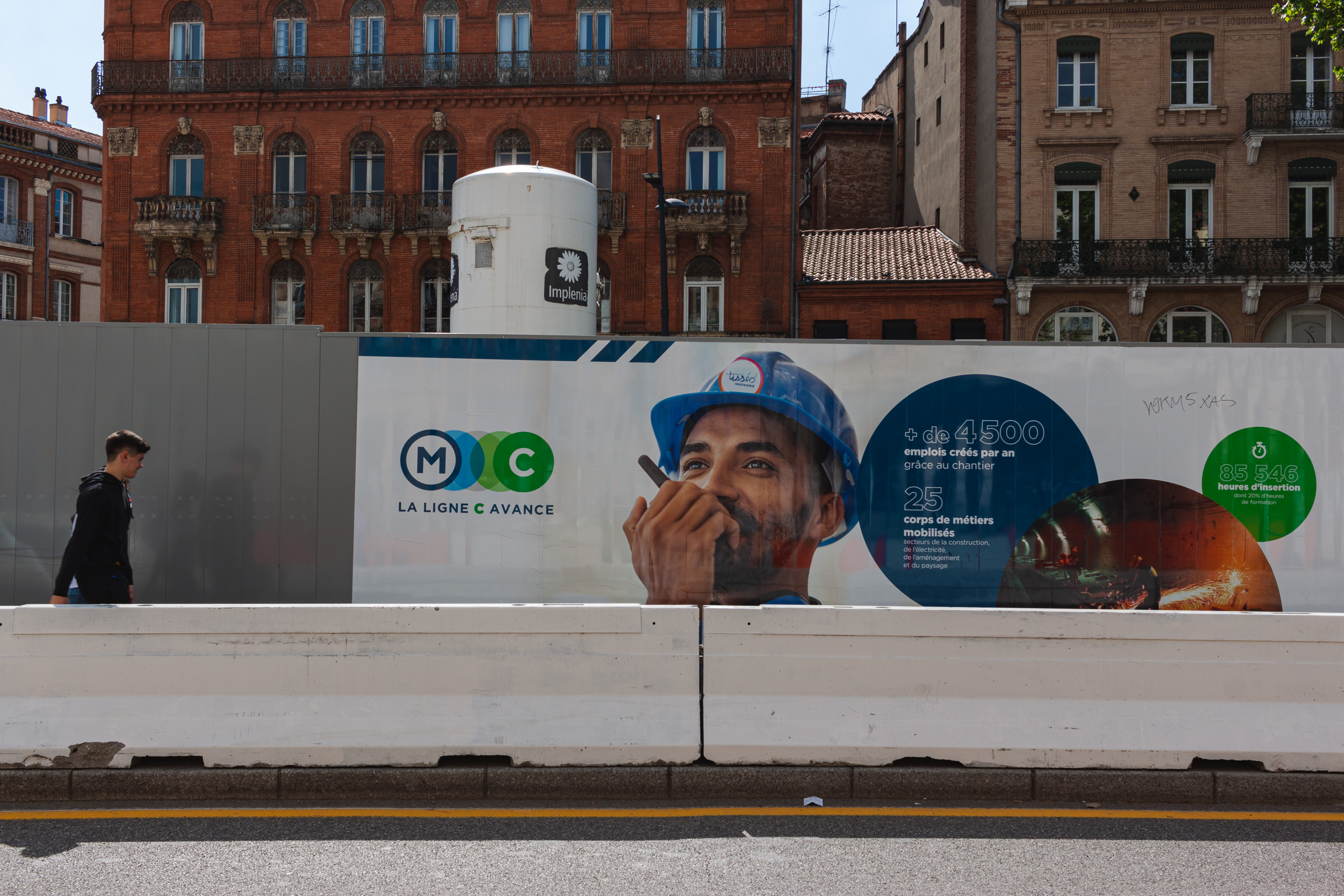
Travaux à François Verdier, future correspondance avec la ligne B, mai 2023

En septembre 2020, en raison de la crise sanitaire liée à la pandémie de Covid-19, le début des travaux n'est pas envisagé avant 2022 et la mise en service après 2025. La mise en service est donc reportée de 2025 à 2028.
Originellement le nom de « Toulouse Aerospace Express » ne désignait que la troisième ligne de métro. Avec la définition plus précise du projet, à partir de l'enquête publique, son périmètre est élargi pour englober la construction d'une troisième ligne de métro automatique, la construction d'un prolongement de la ligne B et la transformation de la ligne T2 en Aéroport Express.

### Choix du matériel roulant
L'appel d'offre du matériel roulant a été lancé en 2019 pour une remise des offres finales le 15 mars 2020 mais retardé au 15 juin à la suite de la crise sanitaire de la même année.
Les caractéristiques définies pour l'appel d'offre sont:
- métro automatique (sans conducteur)
- système permettant le chauffage, la ventilation et le rafraîchissement des rames,
- système d’information voyageur adapté aux personnes à mobilité réduite, proposant des annonces sonores et un affichage du parcours,
- système de vidéosurveillance embarqué installé pour garantir la sécurité des passagers,
- parc d’une trentaine de rames,
- largeur des rames comprises entre 2,50 m et 2,70 m
- longueur des rames compatible en station avec un quai de 45 mètres

Les principaux concurrents sont :
- Alstom (qui a déjà fourni les rames du tramway toulousain) :
- Siemens (qui a déjà fourni les rames des précédentes lignes du métro toulousain et dont le siège mondial de la division métro est à Toulouse[42]) ;
- Hitachi ;
- CAF (disposant d'une usine dans la région à Tarbes et associé au toulousain Thales)

Le mercredi 4 novembre 2020, Tisséo, autorité organisatrice des transports en commun de Toulouse et sa métropole, a préféré l'entreprise française Alstom aux concurrents franco-espagnol Thales/CAF, allemand Siemens et italo-japonais Ansaldo/Hitachi pour acheter les nouveaux matériels automatiques Metropolis à roulement fer d'un montant total de 713 millions d'€. Un peu moins que les 800 millions d'€ initialement estimés. La commission d'appel d'offres a jugé l'offre d'Alstom moins chère et techniquement meilleure,,,,. Siemens, candidat malheureux décide de déposer un recours devant le tribunal administratif de Toulouse qui le rejette.

### Construction
Les travaux de construction sont lancés le 15 décembre 2022. Le creusement des tunnels interviendra entre 2024 et 2026. Les travaux de second œuvre se dérouleront à partir de 2025 pour une mise en service attendue fin 2028.
Le 4 mars 2024, une section d'une vingtaine de mètres du viaduc du métro en construction à Labège s'est effondrée, causant la mort d'une personne et blessant trois autres. L'origine de cet effondrement serait la rupture d'un vérin,.

#### Tunneliers
Cinq tunneliers seront utilisés pour creuser la partie souterraine de la ligne en 2024-26.
| no | Nom de baptême                     | Début des travaux | Début des travaux | Fin                             | Fin  | Distance (km) | Commentaires                                      | Notes |
| no | Nom de baptême                     | Point d’entrée    | Date              | Point de sortie                 | Date | Distance (km) | Commentaires                                      | Notes |
| -- | ---------------------------------- | ----------------- | ----------------- | ------------------------------- | ---- | ------------- | ------------------------------------------------- | ----- |
| 1  | Jeanne Marvig                      | Colomiers Gare    | Septembre 2024    | Puits Laporte (pistes Aéroport) | 2025 | 4,0           | Ancien tunnelier de la ligne 16 du métro de Paris |       |
| 2  | Lise Enjalbert                     | Ponts-Jumeaux     | 2024              | Puits Laporte (pistes Aéroport) | 2025 | 4,2           | Ancien tunnelier de la ligne 16                   |       |
| 3A | Berthe de Puybusque                | La Vache          | Novembre 2024     | Ponts-Jumeaux                   | 2024 | 2,3           | Ancien tunnelier de la ligne 16                   |       |
| 3B | Berthe de Puybusque                | La Vache          | 2024              | Raisin                          | 2025 | 2,4           | Ancien tunnelier de la ligne 16                   |       |
| 4  | Marie-Thérèse de Villeneuve-Arifat | Raisin            | Septembre 2024    | OA13 (Port Saint-Sauveur)       | 2025 | 4,0           | Franchit la station Bonnefoy en avril 2025.       |       |
| 5  | Marguerite de Catellan             | Montaudran Gare   | Août 2024         | OA13 (Port Saint Sauveur)       | 2025 | 4,2           | Franchit la station Côte Pavée en juillet 2025.   |       |

#### Lots de travaux
La construction du lot 1 entre l'ouvrage annexe de Colomiers Gare et l’ouvrage annexe Laporte avec une section de tunnel de 3 850 m, et 3 stations Colomiers Gare, Fontaine Lumineuse et Saint-Martin-du-Touch est attribué à Eiffage et NGE.
La construction du lot 2 entre l’ouvrage annexe Laporte et la station Raisin avec une section de tunnel de 8 416 m, et 6 stations : Blagnac, Sept-Deniers - Stade Toulousain, Ponts-Jumeaux, Fondeyre, La Vache et Lycée Toulouse-Lautrec est attribuée à Eiffage.
La construction du lot 3 qui comprend, notamment, le creusement d’une section de tunnel de 3 814 m et la réalisation de quatre stations : Raisin, Bonnefoy, Matabiau et François-Verdier a été attribuée à un consortium comprenant Implenia et Demathieu Bard.
La construction du lot 4 qui comprend, notamment, le creusement d’une section de tunnel de 4 160 m, une tranchée couverte de 650 m de longueur en extrémité sud du lot à Montaudran et la réalisation de quatre stations : Montaudran Gare, Ormeau, Limayrac – Cité de l'Espace et Côte Pavée a été attribuée au groupement Horizon comprenant Bouygues Travaux Publics, Bessac, Soletanche Bachy France et Soletanche Bachy Tunnels.

## Calendrier
Modifié depuis sa première mouture en juillet 2015, le calendrier annoncé est le suivant :
- fin 2015 : choix préliminaire du tracé et des stations
- 2016 : études préliminaires
- 12 septembre au 17 décembre 2016 : débat public
- 5 juillet 2017 : présentation du tracé final et des emplacements des stations
- 2018 : études d’avant-projet
- 11 juillet 2018 : présentation du tracé soumis à l’enquête publique et ajout de la station Fondeyre
- 2019 : études de projet
- 6 juin au 18 juillet 2019 : enquête publique
- 2019 : début des travaux de déplacement des réseaux
- 7 février 2020 : déclaration d'utilité publique
- 2022 : début des travaux de génie civil
- 2026 : remise en service du tramway Aéroport Express[58].
- 2027 : mise en service du prolongement de la ligne B
- 2028 : mise en service de la ligne C[59].

## Présentation du projet

### Tracé

Tracé de la ligne C dans le contexte du réseau actuel.

Le tracé définitif de la ligne C du métro a été présenté le 5 juillet 2017, et adopté définitivement le 11 juillet 2018. Il est long de 27 km et dessert 21 stations. L'interstation moyenne est donc beaucoup plus grande que sur les deux lignes existantes, s'élevant au-dessus du kilomètre à comparer aux environ 700 mètres des lignes existantes. 200 000 voyageurs sont attendus chaque jour.
Une partie de ce trajet était prévue pour être aérienne avant le passage en tunnel de la section Airbus Colomiers - Blagnac en tunnel classique à l'occasion de l'enquête publique en 2019. Aujourd'hui seules les stations Basso Cambo et Jolimont (ligne A) sont en aérien. Selon Tisséo, 80 % de la ligne serait souterraine, alors que 20 % serait aérienne. La majorité de la section souterraine sera construite en tunnelier, comme les lignes précédentes comportant des sections en tranchée couverte. Des sections en tranchée couverte sont prévues au niveau de la station Sept Deniers et du raccordement au Site de Maintenance et de Remisage, puis aux niveaux de la station Montaudran Gare, pour assurer la transition avec la trémie permettant d'accéder au viaduc allant jusqu'au terminus sud-est.
Le tunnel foré se place à des profondeurs d'environ 20 à 30 mètres sur l'ensemble du tracé, la profondeur la plus importante étant de 48 mètres, atteinte dans le secteur de Colomiers. Ces profondeurs sont plus importantes que celles des deux lignes actuelles. Les stations les plus profondes sont celles de la Vache et de François Verdier pour des profondeurs d'environ 35 mètres, par nécessité de croiser la ligne B en correspondance par-dessous. En 2022, la station la plus profonde du réseau est Carmes, profonde de 25 mètres.
Le viaduc de 5 kilomètres entre Montaudran Gare et Labège Gare s'élève de façon à dégager un gabarit de 4,85 mètres sur la majorité du tracé, mais la traversée du lac de la Justice prévoit une hauteur jusqu'à 15 mètres. Il prévoit des travées de 40 mètres environ. Deux ouvrages particuliers sont prévus : un à quatre travées au franchissement de l'A 61 et de l' Hers-Mort, et un autre pour franchir les voies ferrées de la ligne Toulouse-Narbonne à la Cadène.
La vitesse commerciale serait de 40 km/h.
En juillet 2018, le tracé est mis à jour pour inclure une station Fondeyre.

### Liste des stations
La liste des vingt-et-une stations du tracé présenté est la suivante,:
|  |   |  | Stations                           | Coordonnées                 | Commune   | Correspondances                                   |
|  | - |  | ---------------------------------- | --------------------------- | --------- | ------------------------------------------------- |
|  | ■ |  | Colomiers Gare                     | 43° 36′ 16″ N, 1° 20′ 07″ E | Colomiers | L22125325575150151170171 Ligne Arènes - Colomiers |
|  | • |  | Fontaine Lumineuse                 | 43° 36′ 31″ N, 1° 21′ 15″ E | Colomiers | L2 2163Cimetières                                 |
|  | • |  | Saint-Martin-du-Touch              | 43° 36′ 37″ N, 1° 22′ 18″ E | Toulouse  | L2 63                                             |
|  | • |  | Blagnac                            | 43° 37′ 17″ N, 1° 23′ 45″ E | Blagnac   | (devenu Aéroport Express)                         |
|  | • |  | Sept Deniers - Stade Toulousain    | 43° 37′ 10″ N, 1° 24′ 44″ E | Toulouse  | L1132                                             |
|  | • |  | Ponts-Jumeaux                      | 43° 37′ 12″ N, 1° 25′ 24″ E | Toulouse  | 15                                                |
|  | • |  | Fondeyre                           | 43° 37′ 52″ N, 1° 25′ 43″ E | Toulouse  | 15 (à proximité)                                  |
|  | • |  | La Vache Gare - Grand Marché       | 43° 38′ 08″ N, 1° 26′ 13″ E | Toulouse  | L105969169 RER nord (en projet)                   |
|  | • |  | Lycée Toulouse-Lautrec             | 43° 37′ 36″ N, 1° 26′ 37″ E | Toulouse  | 27415960                                          |
|  | • |  | Raisin                             | 43° 37′ 05″ N, 1° 26′ 45″ E | Toulouse  |                                                   |
|  | • |  | Bonnefoy                           | 43° 37′ 07″ N, 1° 27′ 23″ E | Toulouse  | L939                                              |
|  | • |  | Matabiau Gare                      | 43° 36′ 39″ N, 1° 27′ 18″ E | Toulouse  | L8L14Cimetières                                   |
|  | • |  | François Verdier                   | 43° 36′ 02″ N, 1° 27′ 07″ E | Toulouse  | L1L8L929                                          |
|  | • |  | Côte Pavée                         | 43° 35′ 37″ N, 1° 27′ 56″ E | Toulouse  | L8                                                |
|  | • |  | Limayrac – Cité de l'Espace        | 43° 35′ 28″ N, 1° 28′ 49″ E | Toulouse  | 23                                                |
|  | • |  | Ormeau                             | 43° 34′ 45″ N, 1° 29′ 00″ E | Toulouse  | L8L9                                              |
|  | • |  | Montaudran Gare - Piste des Géants | 43° 34′ 23″ N, 1° 28′ 48″ E | Toulouse  | L12                                               |
|  | • |  | Aerospace Campus                   | 43° 33′ 50″ N, 1° 29′ 28″ E | Toulouse  | 377880                                            |
|  | • |  | Labège Madron                      | 43° 33′ 04″ N, 1° 30′ 18″ E | Labège    | (en construction) 79                              |
|  | • |  | Diagora                            | 43° 32′ 37″ N, 1° 30′ 34″ E | Labège    | 79109204                                          |
|  | ■ |  | Labège Gare                        | 43° 32′ 19″ N, 1° 31′ 13″ E | Labège    | 7980109204                                        |

Les terminus et les principaux pôles d'échanges sont indiqués en gras

### Conception des stations
Trois types de stations sont présentes :
- Les semi-enterrées comme Fontaine Lumineuse ou Sept Deniers, comportant une salle des billets au niveau de la voirie et un accès au quai par une mezzanine ;
- Les souterraines comme Ponts-Jumeaux, de conception similaire aux stations actuelles du métro toulousain avec une salle des billets sous la voirie et une mezzanine pour accéder aux quais ;
- Les aériennes comme Aerospace Campus, avec salle des billets au niveau de la voirie[67].

Les stations de correspondance avec le réseau structurant comportent des enjeux particuliers.

### Correspondances projetées avec le réseau structurant
Les correspondances avec le réseau structurant toulousain ainsi que le réseau régional devraient être les suivantes :
- La ligne A à la station Marengo - SNCF ;
- La ligne B aux stations La Vache, François-Verdier et Labège Madron ;
- Les lignes T1 et T2 (future ligne Aéroport Express) à la station Blagnac ;
- La Ligne Arènes - Colomiers à la station Colomiers Gare ;
- Le futur RER nord aux stations La Vache et Marengo - SNCF ;
- Le réseau TER Occitanie aux stations Colomiers Gare (vers Auch), La Vache (vers Montauban, Agen…), Marengo - SNCF (vers Rodez, Albi, Castres…), Montaudran Gare et Labège Gare (vers Narbonne, Montpellier…).

### Effets sur le réseau de TCSP existant
Durant les études de trafic en 2015-2016, les effets de la nouvelle ligne de métro sur la fréquentation des lignes structurantes lourdes à l'horizon 2030 ont été modélisés:
- Ligne A du métro: Baisse entre Arènes et Jean Jaurès, hausse entre Jean Jaurès et Marengo-SNCF
- Ligne B du métro: Baisse entre La Vache et Ramonville
- Ligne Arènes - Colomiers (ex-ligne C) : Baisse forte sur l'intégralité de l'axe
- Ligne T1 du tramway: Baisse entre Palais de Justice et Blagnac, hausse sur le reste de la ligne

Les autres sections du réseau voient leur fréquentation inchangées. Ainsi, la nouvelle ligne de métro permet de décharger la partie centrale de toutes les lignes majeures du réseau.

## Exploitation projetée

### Site de maintenance et de remisage (SMR)
Le site de maintenance et de remisage des rames - également appelé « garage-atelier » ou « dépôt » - de la troisième ligne de métro a été envisagé en phase d’études préliminaires près de l’aéroport et près du terminus de Labège Gare mais ces options se sont vues préférer le site de Daturas, au nord du quartier des Sept Deniers. Cette implantation utilisera des terrains occupés par la ville de Toulouse (ateliers Espaces Verts) et par Toulouse Métropole (déchèterie professionnelle de Daturas, compostière).
Les rames emprunteront la voie d'accès par un débranchement de la ligne situé en amont de la station Sept-Deniers et accessible par les rames en provenance de Colomiers. La voie d'accès entre la ligne C et son SMR franchira l'autoroute A621.

### Matériel roulant
Le matériel roulant de la troisième ligne du métro toulousain ne sera pas compatible avec celui des lignes A et B et offrira une capacité des rames multipliée par deux. Le matériel roulant choisi en 2020 après l'appel d'offre fait partie de la gamme Alstom Metropolis.
Le matériel Metropolis aura une largeur de 2,70 mètres contre 2,06 mètres pour les VAL des lignes A et B et une longueur de 36 mètres. Une extension jusqu'à 48 mètres de longueur est possible. Elles pourront alors transporter de 286 à 386 voyageurs. Il sera similaire à celui des lignes 9 et 10 du métro de Barcelone et sa vitesse commerciale sera de 41 km/h.
Du 27 janvier au 9 février 2023, une maquette à l'échelle 1 des futures rames fut exposée au public sur le square du Capitole.

## Coûts et financement
Les coûts sont publiés en juillet 2016.
|                                                           | Coût     |
| Airbus Colomiers - Airbus Defence & Space                 | 1 720 M€ |
| Gare de Colomiers - Airbus Colomiers (extension ouest)    | 141 M€   |
| Airbus Defence & Space - Labège La Cadène (extension sud) | 267 M€   |
| TOTAL Toulouse Aerospace Express                          | 2 128 M€ |
| Branche Aéroport de Blagnac                               | 110 M€   |
| TAE avec Branche Aéroport                                 | 2 238 M€ |

Cependant, ces derniers ont été revus à la hausse en 2019, Tisséo évoquant un chiffre de 2,66 milliards d'euros pour l'ensemble du projet Toulouse Aerospace Express. En 2022, à la suite de la crise sanitaire, les nouvelles évaluations évoquent une augmentation des couts de génie civil de 300 millions d'euros due à l'inflation et à la pénurie de matériaux liée à la guerre en Ukraine, ayant causé une hausse des prix des marchés. Le génie civil n'est pas le seul secteur touché : selon des documents internes de Tisséo dévoilés en 2022 par l'opposition municipale, le coût total des "opérations métro" (prenant en compte les trois éléments du projet) s'élève désormais à 3,519 milliards d'euros.
Début 2023, la hausse des coûts est actée en conseil syndical : La ligne C coûtera 3,151 milliards d'euros, et l'ensemble du projet a un coût total évalué à 3,44 milliards d'euros. Afin de financer les surcoûts, le maire de Toulouse demande en juin de la même année une modification de la loi pour augmenter le versement transport.
Pour ce qui est de la seule connexion ligne B, Tisséo prévoyait un coût total du projet de 182,5 millions d'euros. Dans le détail, les travaux de génie civil sont évalués à 80,8 millions d'euros, 62,8 millions d'euros pour les systèmes, 11,7 millions d'euros pour la maîtrise d'ouvrage, 10,3 millions d'euros de provisions pour les aléas, 9,9 millions d'euros pour les frais de maîtrise d'œuvre et d'ingénierie, 3,5 millions d'euros pour les déplacements de réseau et enfin 3,5 millions d'euros pour les acquisitions foncières. Cependant, au même titre que la troisième ligne, le coût a été réévalué à la hausse, au vu de l'inflation notamment, l'estimation datant de janvier 2017. L'estimation de décembre 2021 s'élève ainsi à 227 millions d'euros, et l'estimation début 2023 estime le coût du projet à 249,3 millions d'euros.

## Prolongements
À terme un prolongement à l'ouest de la troisième ligne de métro vers En Jacca est envisagé. Tisséo va prévoir un tunnel d'extrémité suffisamment profond pour passer sous les voies SNCF de la gare de Colomiers et pouvoir prolonger le métro vers l’ouest.
En 2019, Karine Traval-Michelet, maire de Colomiers, envisage pour les années 2030 un prolongement au-delà encore, jusqu’à Plaisance-du-Touch afin de désengorger ce secteur où les routes sont encombrées.

## Tourisme

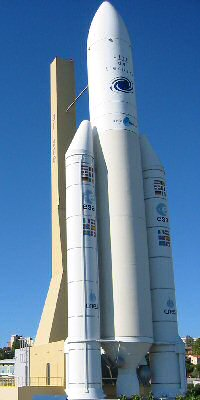
La Cité de l'Espace sera accessible depuis la future station Limayrac – Cité de l'Espace.

La ligne passe à proximité de plusieurs sites touristiques toulousains :
- Le centre-ville de Toulouse sera accessible depuis les stations Marengo - SNCF et François-Verdier ;
- La Cité de l'Espace, à la station Limayrac – Cité de l'Espace ;
- Le Stade Ernest-Wallon à la station Sept Deniers ;
- Le Canal du Midi aux stations Ponts-Jumeaux, Marengo - SNCF et Côte Pavée ;
- Le Grand Rond et le Jardin des Plantes à la station François-Verdier ;
- La Cathédrale Saint-Etienne et la Halle aux Grains, également à la station François-Verdier ;
- Le Couvent des Carmes à la station Côte Pavée.

L’intérêt touristique de la ligne est toutefois moindre que celui de la ligne A, qui dessert au plus près l’hypercentre de la ville.

## Identité visuelle

Logo initial du projet Toulouse Aerospace Express.
Logo du projet entre 2018 et 2022.
Logo depuis décembre 2022, début de la construction.

## Critiques du projet

### Le tracé
Plusieurs associations, telles l’association des usagers des transports de l’agglomération toulousaine et de ses environs (AUTATE) ou Toulouse Métro-Politaine, critiquent un tracé qu'elles estiment mal pensé,. Ces associations estiment que certains quartiers denses comme les Amidonniers seraient lésés ou que la boucle par la station La Vache au nord est inutile et qu'elle ferait doublon avec certains réseaux existants.
L’association Collectif Citoyen Toulouse Métro-Politaine a proposé un tracé alternatif passant par le centre-ville de Toulouse à l’initiative de Maxime Lafarge, l’étudiant ayant réalisé une étude exploratoire sur une troisième ligne dont le tracé a servi de base à la ligne C. Selon l'étude de cette association, le tracé alternatif permettrait une fréquentation similaire voire légèrement supérieure à celle du tracé de référence en desservant un bassin de population plus important d'environ 20 000 habitants et de 40 000 emplois.
Cependant, le tracé alternatif est considéré comme plus onéreux et plus complexe techniquement. Surtout le potentiel de mutation urbaine est considéré comme plus important grâce à la boucle Nord du tracé de référence. Le tracé alternatif desservirait des zones certes plus peuplées en 2013, mais moins utilisatrices de l'automobile, et permettrait donc un moindre report modal par rapport au tracé de référence. Le scénario de desserte de l'aéroport du tracé de référence est aussi considéré comme meilleur et plus robuste à l'exploitation,.

### Impact environnemental
Des craintes ont été émises par ces mêmes associations ainsi que les riverains autour de la future station François Verdier où il a été envisagé d'abattre des platanes, ce à quoi Tisséo a répondu que rien n'était confirmé concernant cela.
La chambre régionale des comptes prédit, dans ses scénarios les plus optimistes, une augmentation de 17 % de la circulation routière et de 9 % des émissions de gaz à effet de serre à l'échéance de 2025.

### Le financement
Dans un rapport de janvier 2019, la Cour des comptes estime que le projet endetterait considérablement Tisséo et que son financement est incertain,,.

« Tisséo supporte déjà une dette de 1,3 milliard d'euros. L'encours de sa dette atteindrait un pic à 2,9 milliards en 2026 avec une durée apparente de 19 ans, « soit des niveaux particulièrement élevés, note la Cour. Tel qu'il se présente, ce plan de financement prévisionnel n'est pas dénué de risques et d'incertitudes et doit être stabilisé. »

— Les Échos, La Cour des comptes juge « problématique » le financement du nouveau métro de Toulouse

« Le problème est la capacité à rembourser, pas la masse de la dette, (...). Nous bénéficions de la plus forte augmentation du versement transport des entreprises de France, de 3 % à 4 % par an, donc on a cette dynamique. Nous allons éteindre une dette ancienne et les nouveaux emprunts auront des taux plus bas, donc nous sommes en capacité d'assumer ce financement. »

— Jean-Michel Lattes
En 2020, après des interrogations et critiques de la soutenabilité du projet vis-à-vis des finances de Tisséo face à la pandémie de Covid-19, le représentant du Murétain décide de ne pas prendre part au vote de choix du matériel roulant le 4 novembre, voulant « alerter sur la question de la soutenabilité financière du projet Mobilités ». Selon Jean-Luc Moudenc, maire de Toulouse, « le non-vote du Murétain n’est pas une solution ».
En 2023, la hausse des coûts provoque les critiques de l'opposition, qui évoque alors un « trou » de 600 millions d’euros dans le plan de financement. Le chiffre sera contesté par la majorité métropolitaine.